# Ligne Shinkansen Akita
La ligne Shinkansen Akita  (秋田新幹線) est une ligne japonaise de chemin de fer d'une longueur de 127,3 kilomètres entre Morioka et Akita dans la région du Tōhoku. Cette ligne utilise deux lignes classiques dont l'écartement est passé de 1 067 mm à 1 435 mm pour permettre le passage des Shinkansen. Du fait du gabarit plus étroit que les lignes Shinkansen classiques, ainsi que d'une vitesse maximale moins élevée (130 km/h), cette ligne est classée comme ligne « mini-Shinkansen ».

## Historique
- 22 mars 1997 : Inauguration de la ligne, avec la circulation des premiers Shinkansen E3.
- 16 septembre 2001 : 10 millionième passager.
- 11 mars 2006 : 20 millionième passager.
- 16 mars 2013 : Introduction du Shinkansen E6[1].
- 15 mars 2014 : Les Shinkansen E6 remplacent entièrement les Shinkansen E3.

## Trains et services
Cette ligne est parcourue par les rames Shinkansen E6 dont le gabarit est adapté. Elles opèrent sur les services Komachi entre Tokyo et Akita, pour un temps de parcours le plus rapide de 3 h 37.

## Liste des gares
| Gare             | Distance de Morioka (km) | Ville       | Préfecture | Correspondances (Réseaux / Lignes) |
| ---------------- | ------------------------ | ----------- | ---------- | --- |
| Morioka 盛岡     | 0                        | Morioka     | Iwate      | - JR East Shinkansen : Tōhoku (interconnexion) - JR East : Hanawa, Tazawako, Tōhoku, Yamada - Iwate Galaxy Railway : Iwate Galaxy Railway |
| Shizukuishi 雫石 | 16,0                     | Shizukuishi | Iwate      | - JR East : Tazawako |
| Tazawako 田沢湖  | 40,1                     | Semboku     | Akita      | - JR East : Tazawako |
| Kakunodate 角館  | 58,8                     | Semboku     | Akita      | - JR East : Tazawako - Akita Nairiku Jūkan Railway : Akita Nairiku                                                                        |
| Ōmagari 大曲     | 75,6                     | Daisen      | Akita      | - JR East : Ōu, Tazawako |
| Akita 秋田       | 127,3                    | Akita       | Akita      | - JR East : Oga, Ōu, Uetsu |